# Hyperolius kuligae
Hyperolius kuligae es una especie de anfibios de la familia Hyperoliidae.
Habita en Camerún, Gabón, Uganda, posiblemente República Centroafricana, posiblemente República del Congo, posiblemente República Democrática del Congo, posiblemente Guinea Ecuatorial y posiblemente Ruanda.
Su hábitat natural incluye bosques tropicales o subtropicales secos y a baja altitud, sabanas secas, zonas secas de arbustos, praderas húmedas o inundadas en algunas estaciones, pantanos, marismas de agua dulce, corrientes intermitentes de agua dulce, zonas previamente boscosas ahora degradadas, estanques y canales y diques.